# Ekklesiasterion

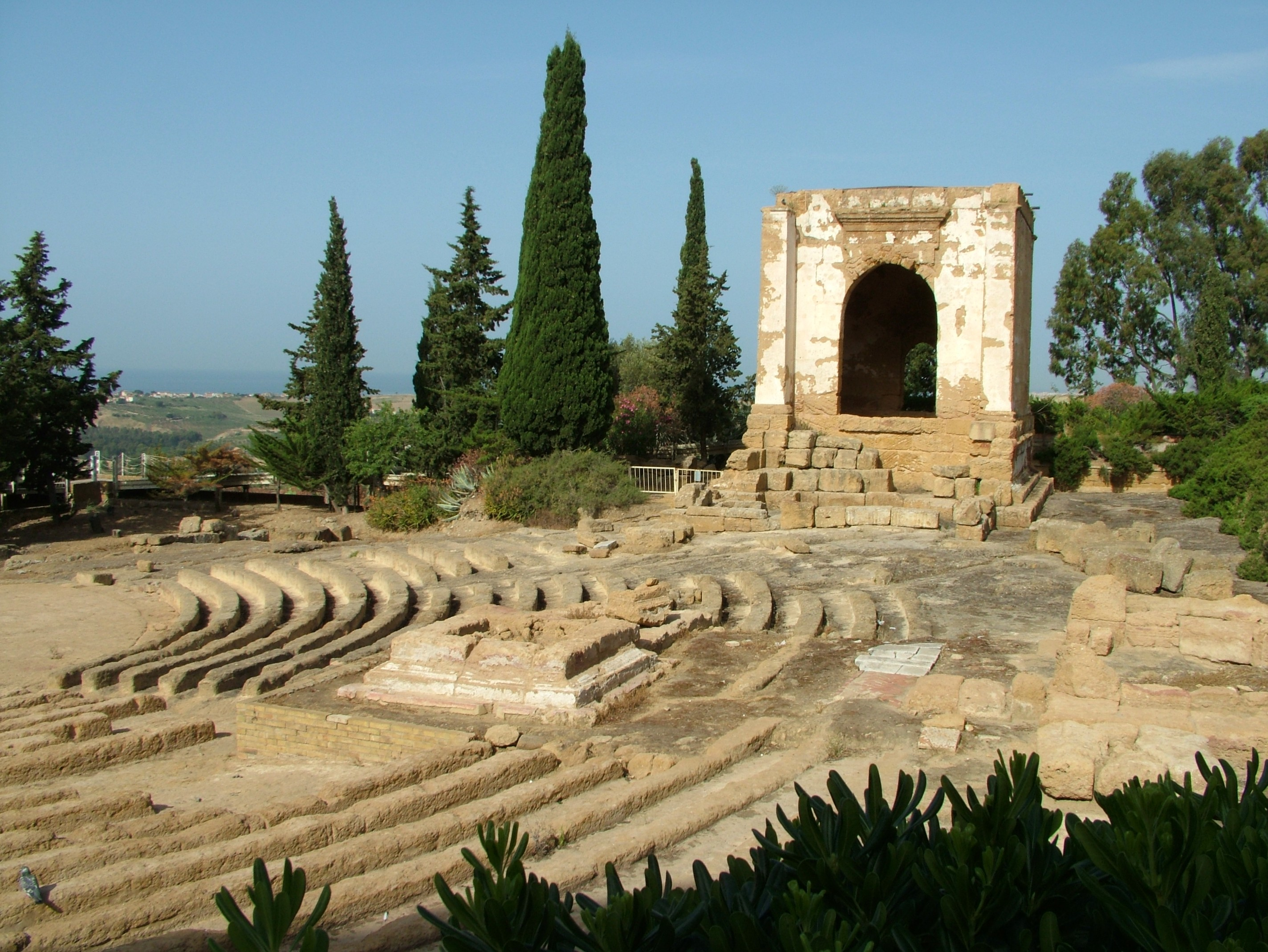
Ekklesiasterion w Agrigento

Ekklesiasterion – w starożytnej Grecji miejsce lub budynek, w którym odbywały się posiedzenia zgromadzenia ludowego (gr. ekklesia). 